# Liu Shoubin
Liu Shoubin (3 de março de 1968, em Jiangyou, província de Sichuan) é um ex-halterofilista chinês.
Liu Shoubin competiu na categoria até 56 kg e foi campeão mundial júnior em 1987 e em 1988; campeão mundial, sênior, em 1990. Vice-campeão mundial júnior em 1986 e por três vezes vice-campeão mundial.
No campeonato mundial de 1991 ele definiu um recorde mundial no arranque — 135 kg —, na categoria até 56 kg, mas ficou em segundo lugar no arremesso (157,5 kg) e no total combinado (292,5 kg), atrás do sul-coreano Chun Byung-Kwan, com 295 kg no total combinado (130+165).
Em Jogos Olímpicos, ele ganhou bronze em 1988, em Seul; e prata em 1992, em Barcelona.
Quadro de resultados
| Ano  | Competição                | Lugar          | Total     | Posição | Arranque | Posição | Arremesso | Posição | Classe de peso |
| ---- | ------------------------- | -------------- | --------- | ------- | -------- | ------- | --------- | ------- | -------------- |
| 1986 | Campeonato Mundial Júnior | Donaueschingen | 252,5 kg  | 2.      | 115 kg   | 2.      | 137,5 kg  | 3.      | –56 kg         |
| 1987 | Campeonato Mundial Júnior | Belgrado       | 265 kg    | 1.      | 120 kg   | 2.      | 145 kg    | 1.      | –56 kg         |
| 1987 | Campeonato Mundial        | Ostrava        | 275 kg    | 2.      | 130 kg   | 1.      | 145 kg    | 3.      | –56 kg         |
| 1988 | Campeonato Mundial Júnior | Atenas         | 270 kg    | 1.      | 125 kg   | 1.      | 145 kg    | 1.      | –56 kg         |
| 1988 | Jogos Olímpicos *         | Seul           | 267,5 kg  | 3.      | 127,5 kg |         | 140 kg    |         | –56 kg         |
| 1989 | Campeonato Mundial        | Atenas         | 285 kg    | 2.      | 130 kg   | 1.      | 155 kg    | 3.      | –56 kg         |
| 1990 | Jogos Asiáticos           | Pequim         |           | 2.      |          |         |           |         | –56 kg         |
| 1990 | Campeonato Mundial        | Budapeste      | 285 kg    | 1.      | 130 kg   | 2.      | 155 kg    | 2.      | –56 kg         |
| 1991 | Campeonato Mundial        | Donaueschingen | 292,5 kg  | 2.      | 135 kg   | 1.      | 157,5 kg  | 2.      | –56 kg         |
| 1992 | Jogos Olímpicos *         | Barcelona      | 277,5 kg  | 2.      | 130 kg   |         | 147,5 kg  |         | –56 kg         |
| 1993 | Campeonato Mundial        | Melbourne      | Sem marca | /       |          |         | 140 kg    | 6.      | –54 kg         |

* Nos Jogos Olímpicos as medalhas são dadas somente para o total combinado
Seus recordes mundiais no arranque foram:
| Data | Lugar          | Disciplina | Classe de peso | Marca    |
| 1989 | Meißen         | Arranque   | -56 kg         | 134,5 kg |
| 1991 | Donaueschingen | Arranque   | -56 kg         | 135 kg   |